# Släp, Kungsbacka kommun
Släp är kyrkbyn i Släps socken i Kungsbacka kommun. Bebyggelsen klassades som en småort fram till 2010, från 2015 räknas den som en del av tätorten Hagryd-Dala.
Släps kyrka ligger här.